# Joachim Behm
Joachim Behm (* 10. Juli 1941 in Stettin) ist ein deutscher Politiker der FDP.

## Leben und Beruf
Nach der mittleren Reife absolvierte Behm, der evangelischen Glaubens ist, eine Lehre als Elektroinstallateur. Anschließend ging er zur Bundeswehr, bei der er sich als Berufssoldat verpflichtete und eine Offizierslaufbahn einschlug, die er als Oberstleutnant beendete.

## Partei
Seit 1961 war Behm Mitglied der Jungdemokraten. 1967 trat er auch der FDP bei. 1970 wurde er erstmals Vorsitzender des FDP-Ortsverbandes in Bad Bramstedt. Derzeit ist er nicht Mitglied im Vorstand. Von 1997 bis 2009 war er Kreisvorsitzender des FDP im Kreis Segeberg.

## Abgeordneter
Seit 1971 ist Behm Stadtverordneter in Bad Bramstedt, wo er derzeit die FDP-Fraktion führt, und war von 1974 bis 2003 Kreistagsabgeordneter im Kreis Segeberg. Er war von 2000 bis 2005 Abgeordneter im Schleswig-Holsteinischen Landtag. Er setzte sich insbesondere für den Ausbau der Jugendbegegnungen mit den Ostseeanrainerstaaten, vor allem mit Polen und den baltischen Staaten, ein.